# Pajares de Adaja (kommunhuvudort)
Pajares de Adaja är en kommunhuvudort i Spanien.   Den ligger i provinsen Provincia de Ávila och regionen Kastilien och Leon, i den centrala delen av landet, 100 km nordväst om huvudstaden Madrid. Pajares de Adaja ligger 882 meter över havet och antalet invånare är 185.
Terrängen runt Pajares de Adaja är platt. Runt Pajares de Adaja är det glesbefolkat, med 12 invånare per kvadratkilometer. Närmaste större samhälle är Arévalo, 16,8 km norr om Pajares de Adaja. Trakten runt Pajares de Adaja består till största delen av jordbruksmark.